# Daphnoretin
Daphnoretin es un bioactivo aislado de Wikstroemia indica.